# Motherwell FC
A The Motherwell Football & Athletic Club Ltd. egy skót sportegyesület, mely a Scottish Premier League-ben szereplő labdarúgócsapatáról ismert leginkább. Ahogy azt nevük is mutatja, székhelyük Motherwellben van, stadionjukat Fir Parknak hívják.

## Klubtörténet

### Alapítás és az első lépések
1886-ban két amatőr csapatot (Glencaim F.C., Alpha F.C.) Motherwell gyártelepéről megkértek, hogy állítsanak ki egy gárdát legjobbjaikból, hogy a glasgowi legjobbakkal mérkőzzenek meg egy jótékonysági meccs keretében. Az ötlet annyira megtetszett a két klubnak, hogy 1886. május 17-én hivatalosan is egyesültek. Első mérkőzésüket a Hamilton Academical ellen játszották, melyet meg is nyertek 3-2 arányban. Az új csapat három évig az Alpha pályáját használta, de a környék fejlesztése miatt a város Airbles nevű kerületébe kellett költözniük. 1893-ban a vezetők összeültek és eldöntötték, hogy a Motherwell profi gárdává formálódik. Ugyanebben az évben kérvényezték felvételüket a skót ligába. A Skót Labdarúgó-szövetség elfogadta kérelmüket, így alapító tagjai lettek a másodosztálynak. 1896-ban ismét költözködtek, de nem kényszerből. A helyi báró a klubnak ajándékozta birtoka egy részét. Korábban az ő gyárának csapataként alakult a Glencaim. Ezen a területen épült meg a Fir Park. Tíz, másodosztályban eltöltött szezon után a Motherwell második helyen végzett (1902/03) és feljutott az élvonalba. Éppen ekkor emelték 20-ról 24-re a részt vevő csapatok számát. A The 'Well játékosai ebben az időben még kék mezt viseltek, de az 1912/13-as szezon kezdete előtt borostyán és vörösbor összeállításra váltottak. Ezek voltak Hamilton báró színei is.

### A '20-as és '30-as évek sikerei
Az első világháború után a John Hunter által vezényelt gárda remekelni kezdett. Az 1919/20-as évadban harmadikok lettek, öt évvel később alig kerülték el a kiesést, de talpra álltak és a rá következő hét esztendőben mindig a legjobb három között végeztek. 1932-ben megnyerték első és máig egyetlen bajnoki címüket. Abban az idényben a Motherwell 38 meccséből 30-at megnyert és 119 gólt szerzett, ebből 52-t Willie MacFadyennek köszönhetett. Előbbi játékos összesen 251-szer talált be a csapat színeiben, amivel a legjobb góllövők közé tartozik. 1931-ben, 1933-ban és 1939-ben is bejutottak a Skót Kupa döntőjébe, de mindháromszor kikaptak.

### A II. világháború utáni évek
A második világháború miatt a játékosok nagy része szétszéledt, így a csapat nem lett olyan hamar sikeres, mint az első világégés után. 1950-ben azonban begyűjtötték második trófeájukat, a Skót Ligakupát. A következő szezonban negyedszer is bejutottak a Skót Kupa döntőjébe, melyet ezúttal meg is nyertek. Első kiesésüket az 1952/53-as idényben szenvedték el a csapat, de a következő évben azonnal visszajutottak. 1955-ben Bobby Ancell lett a menedzser és az elnök is egy időre. Ekkoriban olyan neves skót válogatott játékosok erősítették a csapatot, mint Ian St John vagy Charlie Aitken. St. John azonban nem maradt sokáig a Motherwell labdarúgója, a Liverpoolhoz került, állítólag magas áron. Ancell tízéves edzősége alatt a csapat semmit nem nyert, 1968-ban pedig ki is esett a Division One-ból.

### A '70-es évek és a McLean-éra
A The 'Well 1969-ben már vissza is került az élvonalba, a következő években középcsapatnak számítottak. Az 1975/76-os szezonban - amikor a csapatok számát 18-ról 10-re mérsékelték - negyedikek lettek, de utána ismét visszakerültek a tabella közepére. Az 1980-as évek elején kétszer is kiestek, majd visszajutottak, utána Tommy McLean vette át az irányítást, aki alatt sikeres volt a csapat és 1991-ben meg is nyerte a Skót Kupát. A következő években kissé visszaesett teljesítményük, de a '90-es évek közepén sikerült egyszer-egyszer harmadik illetve második helyen végezniük. Ebben a keretben sem maradtak meg a válogatott játékosok, mint például Tom Boyd.

### Pénzügyi gondok
Tommy McLean távozása után a játékosok egy része is szétszéledt, Phil O’Donnell például a Celtichez igazolt. Az érte kapott pénzt főként új játékosokra költötte a gárda. 1997-ben John Boyle felvásárolta a csapatot és Billy Daviest nevezte ki menedzserré. Davies igen magas átigazolási összegeket fizetett ki, leszerződtetett például két korábbi skót válogatott játékost, John Spencert és Andy Goramet. A befektetések azonban nem hoztak eredményeket a pályán, ezért pénzügyi gondok léptek fel. 2002 áprilisára a veszteségek már elérték az évenkénti 2 millió fontot, ami csődhelyzetnek számít. A Motherwell a tabella alsó felében küzdött és úgy próbált életben maradni, hogy 19 játékos szerződését felbontotta, akiket ifikkel és tartalékokkal pótoltak. A 2002/03-as szezonban az utolsó helyen végeztek, de végül nem estek ki, mert a Falkirk stadionja nem felelt meg a követelményeknek.

### Megmenekülés a csődtől
A rossz körülmények ellenére az akkori menedzser, Terry Butcher visszahozta a reményeket azzal, hogy tehetséges saját nevelésű játékosokat adott el, például Stephen Pearsont és James McFaddent, így fontos összegek áramlottak a klubhoz. Boyle elnök  a tartozások egy részét magára vállalta, ezzel a csapat pénzügyi jövője rendeződött és megmenekült a 10 pontos büntetéstől, melyet csődhelyzetben lévő gárdák kapnak. A pályán is javultak az eredmények, a Motherwell bejutott a Ligakupa döntőjébe, ahol kikapott a Rangerstől. A 2005/06-os szezonban Maurice Malpas ült le a kispadra, de 2007 májusában mennie kellett. Scott Leitch rövid időre menedzser lett, de Mark McGhee érkezése óta az asszisztens szerepét tölti be. A McGhee alatti stílus nagyon tetszik a szurkolóknak.

## Rekordok és statisztikák
A Motherwell négy legnagyobb sikere az 1931/32-es bajnoki elsőség, a Skót Kupa megnyerése 1952-ben és 1991-ben, valamint Skót Ligakupa elhódítása 1950-ben. A másodosztályban szintén négyszer végeztek az élen (1953/54, 1968/69, 1981/82, 1984/85). Az ificsapat 1983-ban megnyerte a Tej Kupát.
A pályáralépési rekordot Bob Ferrier tartja, aki 626-szor öltötte magára a klub mezét a két világháború között. A gólcsúcs Hughie Ferguson nevéhez fűződik, aki 10 szezonon keresztül szolgálta a csapatot az 1910-es és 1920-as években. Egy évadon belül Willie MacFayden szerezte a legtöbb gólt, 52-t, ezzel egész Skóciában csúcstartó.
Az általuk legdrágábban vett játékos John Spencer volt, aki 1999-ben 500 000 fontért igazolt a The 'Wellhez. A legtöbb pénzt 1994-ben, Phil O’Donnell eladása után kapták, 1 750 000 fontot.

## Játékosok

### Jelenlegi keret
2024. augusztus 30. szerint:
| #  |     | Poszt | Név                                                       |
| -- | --- | ----- | --------------------------------------------------------- |
| 1  | HUN | K     | Hegyi Krisztián (kölcsönben a West Ham United csapatától) |
| 2  | SCO | V     | Stephen O'Donnell                                         |
| 3  | ENG | V     | Steve Seddon                                              |
| 4  | SCO | V     | Liam Gordon                                               |
| 5  | NIR | V     | Kofi Balmer (csapatkapitány)                              |
| 6  | MKD | KP    | Davor Zdravkovszki                                        |
| 7  | WAL | KP    | Tom Sparrow                                               |
| 8  | ENG | KP    | Callum Slattery                                           |
| 9  | ENG | CS    | Zach Robinson                                             |
| 11 | SCO | KP    | Andy Halliday                                             |
| 12 | CAN | KP    | Harry Paton                                               |
| 13 | ENG | K     | Aston Oxborough                                           |
| 14 | AUS | CS    | Apósztolosz Sztamatelópulosz                              |
| 15 | IRL | V     | Dan Casey                                                 |

| #  |     | Poszt | Név                                                             |
| -- | --- | ----- | --------------------------------------------------------------- |
| 16 | SCO | V     | Paul McGinn (csapatkapitány)                                    |
| 18 | SCO | KP    | Ross Callachan                                                  |
| 19 | SCO | CS    | Sam Nicholson                                                   |
| 20 | IRL | V     | Shane Blaney                                                    |
| 21 | COD | V     | Marvin Kaleta (kölcsönben a Wolverhampton Wanderers csapatától) |
| 22 | AUS | V     | John Koutroumbis                                                |
| 23 | SCO | V     | Ewan Wilson                                                     |
| 24 | NGA | CS    | Moses Ebiye                                                     |
| 38 | SCO | KP    | Lennon Miller                                                   |
| 52 | SCO | CS    | Tony Watt (kölcsönben a Dundee United csapatától)               |
| 55 | ZIM | CS    | Tawanda Maswanhuse                                              |
| 77 | WAL | CS    | Jack Vale (kölcsönben a Blackburn Rovers csapatától)            |
| 90 | POR | CS    | Jair Tavares (kölcsönben a Hibernian csapatától)                |

## Edzők
| - John "Sailor" Hunter (1911–1946) - George Stevenson (1946–1955) - Bobby Ancell (1955–1965) - Bobby Howitt (1965–1973) - Ian St John (1973–1974) - Willie McLean (1974–1977) - Roger Hynd (1977–1978) - Ally MacLeod (1978–1981) - David Hay (1981–1982) - Jock Wallace (1982–1983) - Bobby Watson (1983–1984) | - Tommy McLean (1984–1994) - Alex McLeish (1994–1998) - Harri Kampman (1998) - Billy Davies (1998–2001) - Eric Black (2001–2002) - Terry Butcher (2002–2006) - Maurice Malpas (2006–2007) - Mark McGhee (2007–2009) - Jim Gannon (2009) - Craig Brown (2010-től) |

## Eredmények
- Skót bajnok 1932 (1)
- Skót Kupa-győztes 1952, 1991 (2)
- Skót Ligakupa-győztes 1950 (1)

## Külső hivatkozások
- A Motherwell hivatalos honlapja
- A Motherwell lapja a BBC-n